# Albrecht Kossel

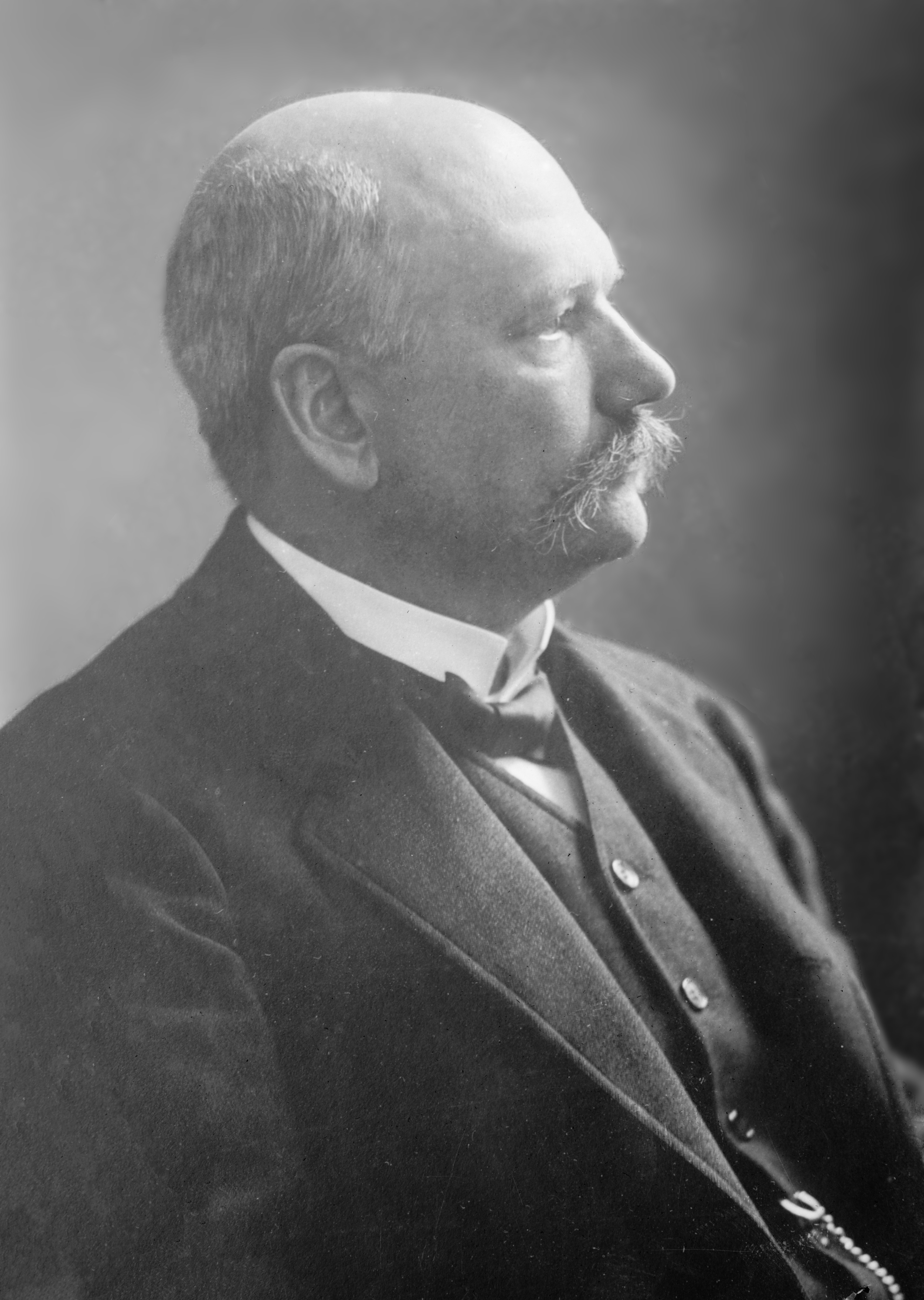
Albrecht Kossel

Albrecht Kossel (* 16. September 1853 in Rostock; † 5. Juli 1927 in Heidelberg) war ein deutscher Mediziner, Physiologe und Biochemiker. Er wurde 1910 mit dem Nobelpreis für Physiologie oder Medizin ausgezeichnet.

## Leben und Wirken

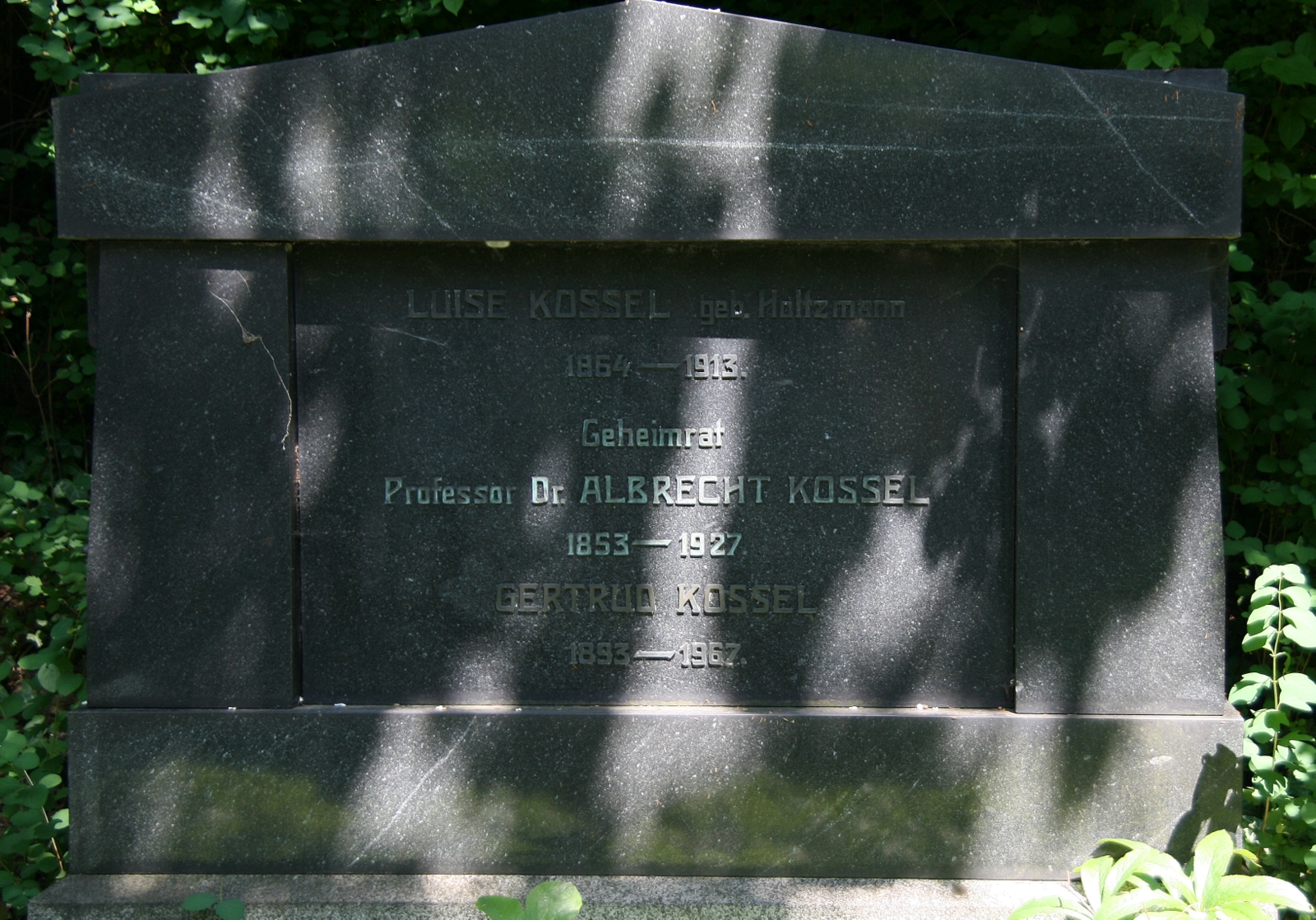
Familiengrab auf dem Bergfriedhof (Heidelberg) in der Abteilung X

Albrecht Kossel war der älteste Sohn des Kaufmanns, Reeders, Bankdirektors und preußischen Konsuls Karl Albrecht Kossel und Klara, geb. Jeppe. Albrecht Kossel war verheiratet mit Luise, geb. Holtzmann, der Tochter von Adolf Holtzmann. Der Ehe entstammten eine Tochter und ein Sohn, der Physiker Walther Kossel, der die spezifische Interferenzerscheinung von Röntgenstrahlen an Kristallen entdeckte.
Kossel besuchte das Gymnasium in Rostock und begann 1872 ein Medizinstudium an der neu gegründeten Universität Straßburg. Besonders beeinflussten ihn dort die Vorlesungen von Heinrich Anton de Bary, Heinrich Wilhelm Waldeyer, August Kundt, Adolf von Baeyer und vor allem Felix Hoppe-Seyler. Nach weiteren vier Semestern an der Universität Rostock legte er dort 1877 sein letztes medizinisches Examen ab und wurde 1878 zum Dr. med. promoviert.
Seit 1877 war er bereits Assistent bei Hoppe-Seyler in Straßburg und habilitierte sich 1881 für Physiologische Chemie und Hygiene. 1883 berief ihn Emil du Bois-Reymond als Leiter der Chemischen Abteilung des Berliner Instituts für Physiologie. Hier wurde er auch zum außerordentlichen Professor der Medizinischen Fakultät berufen. 1895 folgte Kossel einem Ruf auf den Lehrstuhl für Physiologie an der Philipps-Universität Marburg und wurde Direktor des dortigen Physiologischen Instituts. Im Jahr 1901 nahm er einen Ruf an die Ruprecht-Karls-Universität Heidelberg an, als Nachfolger von Wilhelm Friedrich Kühne und Hermann von Helmholtz. Bis 1924 leitete er dort das Physiologische Institut. Danach hatte er bis zu seinem Tod die Leitung des Instituts für Eiweißforschung inne, das er 1920 gegründet hatte. Kossel wurde die Leitung des 7. Internationalen Physiologenkongresses übertragen, der 1907 in Heidelberg stattfand. 1910 wurde ihm der Nobelpreis für Physiologie oder Medizin verliehen.
Kossel lebte nach seiner Emeritierung weiter in Heidelberg. Das Familiengrab befindet sich auf dem Heidelberger Bergfriedhof.

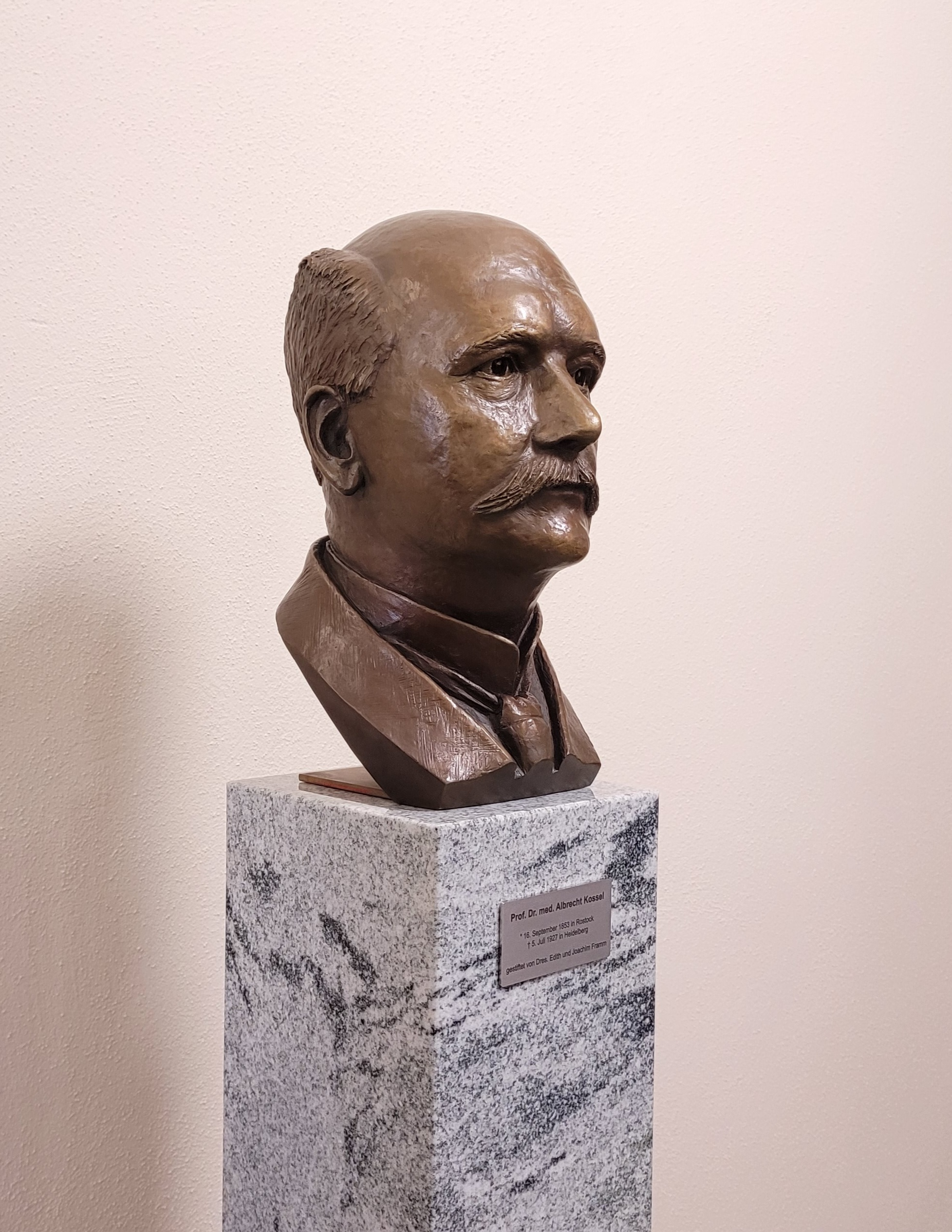
Bronzebüste von Albrecht Kossel, 2023 aufgestellt an der Universität Rostock

## Wissenschaftliche Arbeitsfelder

### Die Entdeckung der Nukleinbasen
1878 begann Kossel in Straßburg, die Arbeiten von Friedrich Miescher fortzusetzen. Miescher hatte 1869 im Laboratorium von Felix Hoppe-Seyler in Tübingen aus den isolierten Zellkernen der Leukozyten des Eiters eine bisher unbekannte, phosphorhaltige Substanz gewonnen, die er Nuclein nannte. Kossel konnte nachweisen, dass zellkernreiche Gewebe und Organe auch mehr Nuclein-Phosphorsäure enthalten. Außerdem zeigten gezielte Hungerversuche an Hühnern und Tauben, dass das Nuclein kein Reservestoff ist. Die Menge des Nucleins veränderte sich nur wenig, unabhängig davon, ob ein Organismus hungerte oder nicht. Daraus folgerte Kossel, dass die Funktion des Nucleins eher bei der Neubildung des Gewebes zu suchen sei. 1883 konnte er beweisen, dass Guanin ein Spaltprodukt des aus Gänseblut gewonnenen Nucleins ist. Guanin war seit 1844 als eine stickstoffreiche Base bekannt, die sich in den Exkrementen von Säugetieren und Vögeln anreichert. Erste Erkenntnisse zum Vorkommen des Guanins im Nuclein gab es schon seit 1874. Sie gingen auf den Schweizer Chemiker Jules Piccard zurück, der gebeten von Friedrich Miescher, das „Nuclein des Lachsspermas“ (Nukleinsäure) untersucht hatte.
Am 12. Januar 1885 berichtete Kossel vor der Berliner Chemischen Gesellschaft über eine bedeutende Entdeckung: Er konnte aus einer größeren Menge Rinder-Bauchspeicheldrüse eine stickstoffreiche Base mit der Summenformel C5H5N5 isolieren, für die er, abgeleitet von dem griechischen Wort „aden“ für Drüse, den Namen Adenin vorschlug. Kossel wies sie wenig später auch als Spaltprodukt des Hefenukleins nach.
Richard Altmann war es 1889 gelungen, aus dem Nuclein der Hefe den Eiweißanteil abzutrennen und eine phosphorhaltige organische Säure zu isolieren. Er gab ihr den Namen Nucleinsäure. Kossel konnte mit seinem Assistenten nach Altmanns Verfahren diese Nukleinsäure herstellen und dann Adenin und Guanin als Spaltprodukte nachweisen. Es stellte sich dabei heraus, dass auch ein Kohlenhydrat Bestandteil der Nukleinsäure sein musste. Kossel wählte für die basischen Substanzen Guanin und Adenin sowie seine Derivate den zusammenfassenden Namen Nucleinbasen.
Im November 1893 berichtete Kossel von weiteren Entdeckungen. Aus den Thymusdrüsen des Kalbes hatte er mit dem Assistenten Albert Neumann Nukleinsäure gewonnen und mit Schwefelsäure behandelt. Es bildete sich ein gut kristallisiertes Spaltprodukt, für das der Name Thymin vorgeschlagen wurde. 1894 konnten sie aus den Thymusdrüsen noch eine weitere Substanz isolieren. Sie gaben ihr den Namen Cytosin.
Nachdem am Ende des 19. Jahrhunderts – im Wesentlichen durch die Synthesen Emil Fischers – die Strukturformeln des Guanins und Adenins als Purinkörper und die des Thymins als Pyrimidinkörper endgültig aufgeklärt worden waren, konnte Kossel mit seinem Mitarbeiter Hermann Steudel (1871–1969) auch die Strukturformel der Nukleinbase Cytosin als Pyrimidinkörper zweifelsfrei feststellen. Es hatte sich inzwischen erwiesen, dass Guanin, Adenin sowie Thymin und Cytosin in allen entwicklungsfähigen Zellen zu finden sind. Die Erkenntnisse über diese vier Nukleinbasen sollten für die weiteren Forschungen einen Grundstein legen. Kossel war es gelungen, sie als Bausteine der Nukleinsäure zu charakterisieren. In seinem Nobelvortrag am 12. Dezember 1910 hob er hervor:

„Es gelang mir, eine Reihe von Bruchstücken zu erhalten … welche durch eine ganz eigentümliche Ansammlung von Stickstoffatomen gekennzeichnet sind. Es sind hier nebeneinander … das Cytosin, das Thymin, das Adenin und das Guanin.“

Mit diesen Erkenntnissen schuf Kossel wesentliche Voraussetzungen für das Verständnis des Aufbaus von Nukleinsäuren. Es war Erwin Chargaff, der dann Ende der 1940er Jahre an der Columbia-Universität in New York in der DNA die Parität von Adenin und Thymin bzw. von Guanin und Cytosin feststellte. Aus diesen quantitativen Verhältnissen der beteiligten Nukleinbasen wurde die Bildung von Basenpaaren in einem doppelstrangig gebauten Makromolekül erschlossen, deren räumliche Anordnung das 1953 von James D. Watson und Francis Crick entwickelte Doppelhelix-Modell der Desoxyribonukleinsäure zeigt. Später wurde dann erkannt, dass durch die Abfolge dieser vier Basen in einzelnen Strangabschnitten eines DNA-Moleküls die Information für den Bau von Proteinen genetisch codiert wird. Vor diesem Hintergrund wird Albrecht Kossel, der Entdecker der Nukleinbasen, inzwischen als DNA-Pionier gewürdigt:

“[H]is elucidation of the chemical nature of some building blocks that make up nucleic acids and chromatine has secured immortality for this exceedingly modest and almost shy man.”

„Seine Aufklärung der chemischen Natur einiger Bausteine, aus denen Nukleinsäuren und Chromatin bestehen, hat diesem äußerst bescheidenen und fast schüchternen Mann Unsterblichkeit gesichert.“

Die Entdeckung der fünften primären Nukleinbase im Jahr 1900 in Marburg geht auf Alberto Ascoli zurück. Ascolis Danksagung am Ende seiner Veröffentlichung lässt erkennen, dass Kossel daran maßgeblich beteiligt war.

### Weitere wissenschaftliche Arbeiten
In einem Tee-Extrakt wurde von Kossel außer dem Adenin eine weitere, bisher unbekannte, Substanz gefunden. Es erwies sich, dass die Substanz mit Theobromin und Coffein verwandt war. Beide Stoffe hatte Emil Fischer hinreichend charakterisiert. Aufbauend auf Fischers Erkenntnissen, stellte Kossel nicht nur die Summenformel, sondern auch die Strukturformel auf. Er schlug für die neue Substanz den Namen Theophyllin vor. Sieben Jahre später gelang Emil Fischer die synthetische Darstellung.
Schwerpunkt von Kossels Arbeit blieb die Erforschung der Chemie des Zellkerns. Schon 1884 gelang ihm der Nachweis eines eiweißartigen Körpers im Nuklein des Gänsebluts. Damit war die bereits in der Habilitationsschrift geäußerte Vermutung, dass die Nukleine aus einem Protein und der phosphorhaltigen Substanz bestehen, bestätigt worden. Kossel schlug für dieses Protein den Namen Histon vor.
Friedrich Mieschers hatte in den Samenzellen des Lachses eine basische Substanz gefunden, die mit dem Nuklein salzartig verbunden war, und sie Protamin genannt. Kossel wies deren Eiweißnatur nach. Im Protamin der Samenzellen des Störs, das den Namen „Sturin“ erhielt, entdeckte er eine neue basische Substanz, das Histidin. Die Entdeckung erfolgte zeitgleich mit Sven Gustaf Hedin. Kossel wies die bereits bekannten basischen Aminosäuren Arginin und Lysin nach. Auch die Protamine des Lachses (Salmin) und des Herings (Clupein) dienten Kossel als Ausgangsstoffe. Protamine und Histone waren Eiweiße, die vergleichsweise weniger Aminosäuren enthielten. Sie bildeten den Gegenstand vielfältiger weiterer Untersuchungen. Gemeinsam mit seinem Mitarbeiter Friedrich Kutscher entwickelte Kossel eine neue Analysenmethode für Eiweiße. Dieses sogenannte Silberbarytverfahren blieb viele Jahre die beste Analysenmethode. Sie ermöglichte es, den Anteil der drei basischen Aminosäuren in den verschiedensten Eiweißen quantitativ zu bestimmen. Die intensive Suche Kossels nach einem Ordnungsprinzip für die Eiweiße begann. Später verwendete er für die Analysen Flaviansäure, die mit Arginin ein fast unlösliches Salz bildet. Es erwies sich, dass der Guanidinteil des Arginins, der Imidazolteil des Histidins und die endständige Aminogruppe im Lysin nicht an der Peptidbindung der Eiweiße beteiligt sind. Kossel vermutete, dass diese ungebundenen stickstoffhaltigen Teilstrukturen eine bestimmte biologische Bedeutung haben:

„Ich stelle mir das Eiweißmolekül so vor, dass es jederzeit auf einen chemischen Angriff mit irgendeiner seiner charakteristischen Gruppen antworten kann. So, wie an einem Weinstock die Trauben hängen, so verfügt das Eiweißmolekül über eine große Anzahl charakteristischer Gruppen … Werden irgendwelche speziellen Kombinationen benötigt, so liegen sie in angreifbarer Form schon da.“

Kossel vermutete außerdem, dass die Funktionen der Eiweiße von ihrer chemischen Struktur her abgeleitet werden müssen.
Von besonderer Bedeutung für die Entwicklung und das Grundverständnis der Biochemie sollte sich die Baustein-Hypothese Kossels erweisen, wie er sie bei Amtsantritt als Prorektor in der Aula der Universität Heidelberg vortrug: Kohlenhydrate und Eiweiße bestünden oft aus lauter gleichartigen, kleineren Teilstücken. Als Beispiel führte Kossel die Kohlenhydrate Stärke und Glykogen an, die aus der einfachen Substanz Traubenzucker gebildet werden. Bei den Eiweißen wäre es ebenso, sie sind ebenfalls aus Teilstücken zusammengesetzt, den Aminosäuren.

„Einzelne dieser Stücke oder Segmente, zum Beispiel das Leucin, können sich zwar vielfach wiederholen, aber dann sind andere dazwischen gefügt. … Die Art der Zusammenfügung … ist eine gesetzmäßige.“

„Die Proteinstoffe, welche dem Hühnchen als Nahrung dienen, müssen gewissermaßen umrangiert werden, um später in den Horngebilden der Haut oder im Blut oder im Knorpel als neue Eiweißart zu erscheinen.“

Aus den pflanzlichen Proteinmolekülen, die dem tierischen Organismus zugeführt werden, entstünden durch Verdauungsvorgänge die Aminosäuren. Aus diesen Bausteinen würden dann im Organismus die körpereigenen Proteine aufgebaut. Diese „Bausteinhypothese“ bezog Kossel nicht nur auf die Eiweiße, sondern auch auf die Fette, Kohlenhydrate und Nucleinsäuren.
Um zu beweisen, dass die Bausteine in allen Lebewesen identisch sind, untersuchte er mit seinen Mitarbeitern viele Organismen. Kossel fand sie in den Schuppen der Ostseefische, in den Heidelberger Glühwürmchen, in der Bäckerhefe, in mecklenburgischen Gänsen und Rindern, in Schmetterlingen und Löwenmäulchen und in indischen Teeblättern.
Gemeinsam mit Henry Drysdale Dakin entdeckte Kossel das Enzym Arginase, das Arginin in Ornithin und Harnstoff spaltet.
Überlegungen zu den Erbvorgängen finden sich in seinem Nobelvortrag im Dezember 1910. Dort betonte er, dass die an die Nucleinsäure locker gebundenen Proteine des Zellkerns einen ungewöhnlich hohen Anteil an stickstoffreichen Aminosäuren haben. Der hohe Stickstoffanteil gelte auch für die Nucleinsäuren selbst und grenzt beide Gruppen scharf von den übrigen Bestandteilen der Zelle ab.

„Diese stickstoffreichen und phosphorhaltigen Atomgruppen sind es, deren Ablagerungsstätten … bei der Zellteilung zuerst in Bewegung gebracht werden und deren Übertragung auf andere Zellen einen wesentlichen Teil des Befruchtungsvorgangs ausmacht.“

In einer Rede bei der Jahresfeier der Heidelberger Akademie formulierte Kossel 1921:

„… Erbfaktoren werden bei der Befruchtung übertragen und müssen also in dem befruchteten Ei in kleinster Dimension niedergelegt sein. Wir können uns heute kaum eine andere Vorstellung von der Festlegung so vieler Form und Stoff bestimmender Anlagen auf engstem Raum machen, als dadurch, dass wir sie auf die Lagerung der Moleküle und Atome beziehen. […] Denkt man sich an Stelle eines jeden Eiweißbausteins einen Buchstaben, so kann durch geeignete Zusammenstellung derselben schon eine genaue Aufzählung der Eigenschaften eines Organismus geliefert werden. … Neben ihnen finden wir andere Stoffe, welche die Möglichkeiten der Kombination erhöhen können!“

Kossels Untersuchungen fanden in 120 Veröffentlichungen ihren Niederschlag. Unter dem Titel „Protamine und Histone“ stellte Albrecht Kossel noch kurz vor seinem Tod 1927 den erreichten Wissensstand in einer größeren Monografie dar.

### Herausgeber der Zeitschrift für physiologische Chemie
1877 hatte Felix Hoppe-Seyler für sein neues Fachgebiet die Zeitschrift für physiologische Chemie gegründet. Kossel wurde 1895 Mitglied des Redaktionskollegiums, in dem bereits auch Biochemiker aus dem Ausland tätig waren. Als Hoppe-Seyler im gleichen Jahr verstarb, forderte Eugen Baumann Kossel zur gemeinsamen Herausgabe der Zeitschrift auf, die nun Hoppe-Seylers Zeitschrift für physiologische Chemie genannt wurde. Kossel blieb nach Baumanns Tod 1896 der Herausgeber. Diese Zeitschrift hatte für die Entwicklung der Physiologischen Chemie eine besondere Bedeutung. Namhafte Biochemiker aus dem In- und Ausland waren Mitglieder der Redaktion.

## Ehrungen
- Ehrendoktorwürden: Universität Cambridge (1904), Universität Greifswald (1906), Universität Dublin (1908), Universität Genf (1909), Universität St. Andrews (1912), Universität Edinburg (1923)
- Mitglied der Deutschen Akademie der Naturforscher Leopoldina (1887)[25]
- Ordentliches Mitglied der Heidelberger Akademie der Wissenschaften (1909)
- Nobelpreis für Physiologie oder Medizin (1910)
- Mitglied der National Academy of Sciences (1913)
- Korrespondierendes Mitglied der Akademie der Wissenschaften zu Göttingen (1918)[26]
- Ehrenmitglied der Russischen Akademie der Wissenschaften (1926)[27]
- Kosselplatz, südlicher Vorplatz von Rostock Hauptbahnhof
- Kosselgasse in Döbling, Wien, 19. Bezirk (1933)
- Kosselstraße in der Bahnstadt, Heidelberg

Das 1963 erbaute Begegnungszentrum im Marburger Studentendorf hieß bis zu seinem Abriss 2012 Albrecht-Kossel-Haus (heute Max-Kade-Zentrum). Seit 2014 wird der Albrecht-Kossel-Preis für Biochemie von der Gesellschaft Deutscher Chemiker verliehen. An der Universität Rostock gibt es die Sektion Translationale Neurodegeneration „Albrecht Kossel“. 2023 wurde dort vor dem Hörsaal des Campus Gehlsdorf eine von dem Bildhauer Rico Rensmeyer, Brandenburg, geschaffene Bronzebüste aufgestellt. Der südlich gelegene Rostocker Bahnhofsvorplatz trägt seinen Namen, ebenso in Berlin ein großer Hörsaal der Charité in der Hessischen Straße 4 (zugleich mit Kossels Bildnis an der Stirnwand). Diese Namensgebung geht auf Samuel M. Rapoport zurück.